# 關閘東側上落客區 (巴士總站)
關閘東側上落客區（葡萄牙語：Zona P / Passageiros-Este P. do Cerco），全稱關閘東側重型客車上落客區、另稱關閘東側客運站，是位於澳門半島花地瑪堂區關閘廣場或關閘邊檢大樓東側的一個旅遊巴及酒店及娛樂場客運專車停泊和上落客區，於2017年9月起同時作為公共巴士的終點站。澳巴3AX、30X，新福利17S、25AX、51X、AP1X路線以該站為終點站。

## 圖片集

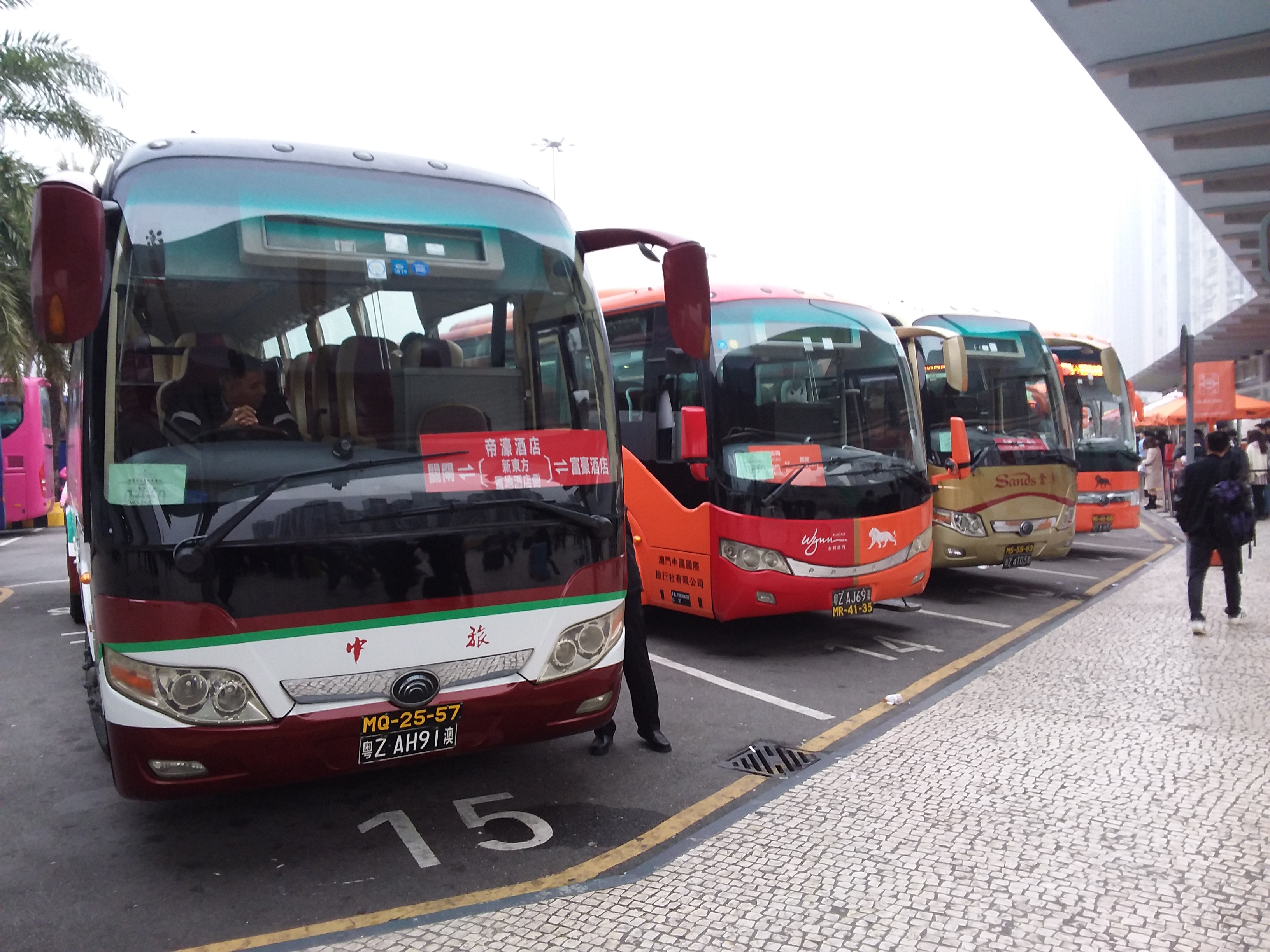
2019年1月的“關閘東側上落客區”站
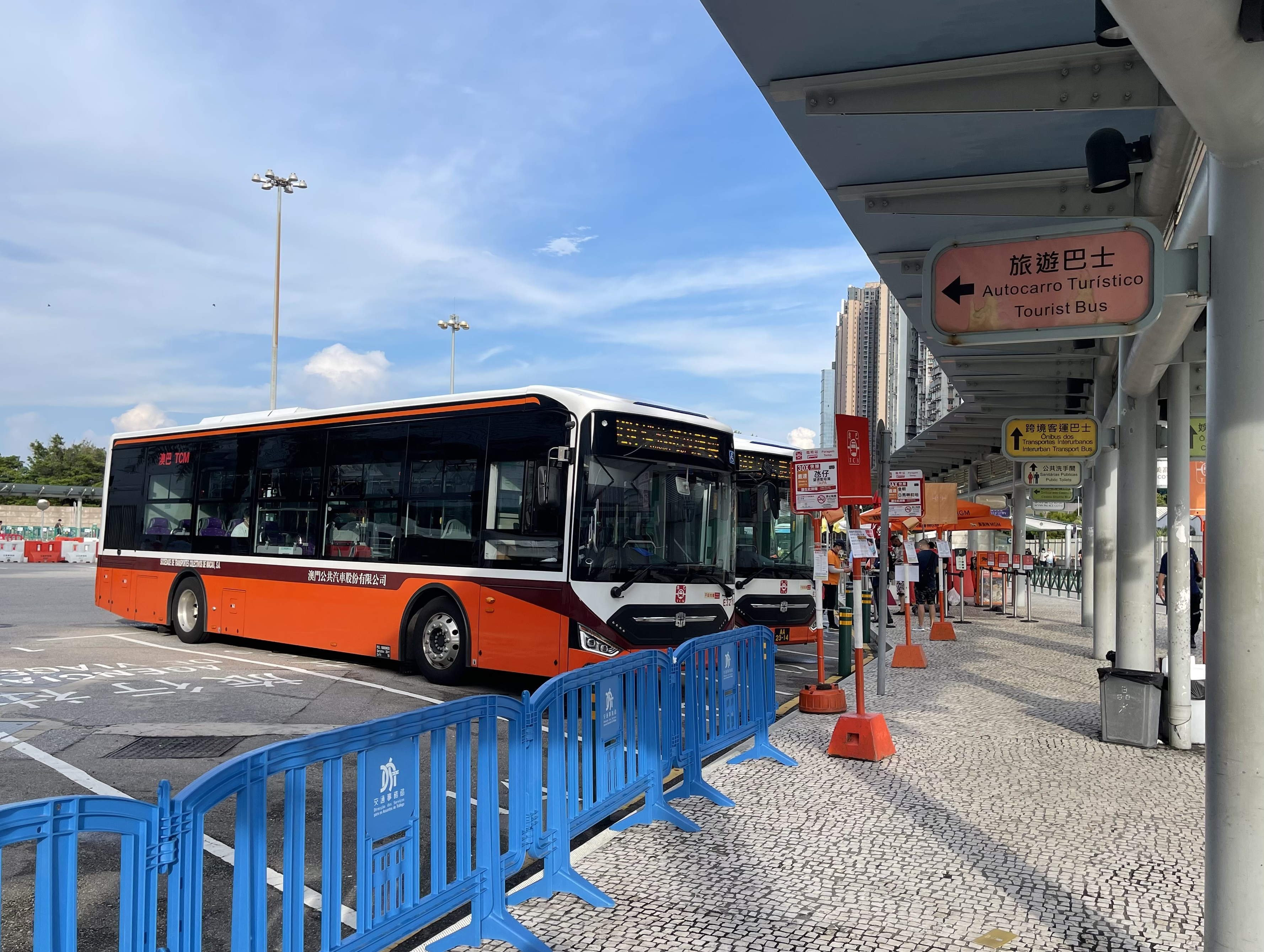
澳巴一側的「關閘東側上落客區」站
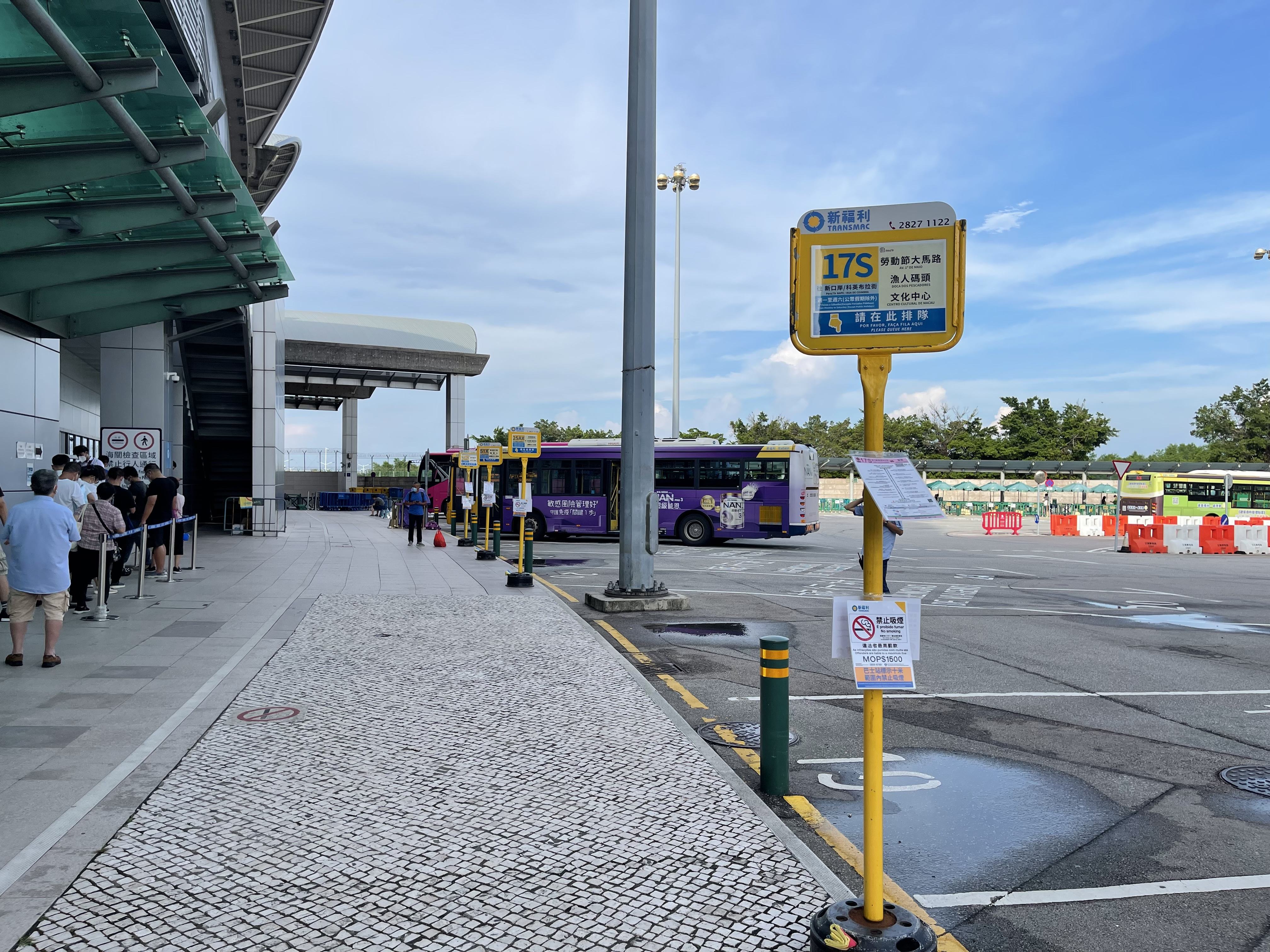
新福利一側的「關閘東側上落客區」站

## 歷史
- 2016年1月，政府部門對本處（重型客車上落客區）進行重整工程，當中旅遊巴停泊位由原來的十多個增加至六十多個，舒緩鄰近台山平民大廈一側的關閘西側旅遊巴上落客區，並將原先設於關閘總站內東西兩側的旅遊巴上落客區遷往本處。[1][2]

- 2016年12月15日，重整工程竣工，原位於關閘總站的旅遊車上落客區遷往本處和特警總部旁的旅遊車上落客區。[3]

- 2017年2月23日，原位於特警總部旁的旅遊車上落客區因增設“關閘廣場”站而取消。

- 2017年9月4日，受超強颱風天鴿重創澳門影響，位於關閘廣場地庫的關閘總站受嚴重風暴潮破壞停用，部分巴士路線被分流至鄰近關閘和台山一帶的巴士站。為分流關閘一帶通關人士使用巴士的需求，交通事務局於本處設立上午尖峰時段公共巴士臨時上落客區，為「關閘廣場」站的一部分。同日起，30X路線遷往本站為總站，AP1X路線於上午尖峰時段以本站為總站，下午尖峰時段維持在近特警總部一側的“關閘廣場”站作總站。[4]

- 2017年9月8日，3AX、25AX路線開設，以本站為總站。[5][6]

- 2018年12月8日起，本站於例假日及公眾假期期間實施時限性禁止旅行社車輛進入措施。[7][8]

- 2019年2月起，上述措施改為每日實施，同年5月10日起實施時段由原來的每日16:00-20:00，延長至每日14:00-20:00。[9]

- 2020年7月7日至24日，101X特班車[[[Wikipedia:格式手册/链接#章節|錨點失效]]]由特警總部的「關閘廣場」站遷往本站。[10][11]

- 2020年11月30日起，17S路線開設，以本站為總站。[12]

- 2021年1月4日起，51X路線開設以本站為總站。AP1X路線調整下午尖峰時段遷往本站。[13]

- 2021年8月14日起，為明確巴士站位置和命名，本站由“關閘廣場”更名為“關閘東側上落客區”。[14]

- 2021年11月27日，本站葡文名稱由「Zona de Tomada e Largada do Lado Leste das Portas do Cerco」改為「Zona P／Passageiros-Este P. do Cerco」。

- 2022年8月3日至5日，因拱北口岸維修工程，關閘邊檢大樓暫停通關，101路線臨時開設，分流原本經關閘出入境的旅客往返港珠澳大橋澳門口岸通關。[15][16][17][18][19]

## 路線資料
| 澳巴   | 3AX  | 關閘 | ↺ 亞馬喇前地            | - 黑沙環（廣華） - 漁人碼頭及勵庭海景酒店 - 皇朝（觀音像休憩區、文化中心、捐血中心、皇朝廣場、永利）                                    | 快線 星期一至六尖峰時段服務 星期日及強制性假期停駛       |
| 新福利 | 17S  | 關閘 | 新口岸／科英布拉街      | - 看台街及中心街 - 黑沙環（黑沙環公園、廣華） - 外港碼頭 - 漁人碼頭及勵庭海景酒店 - 澳門科學館 - 皇朝（觀音像休憩區、文化中心、柏嘉街） | 17路線特班車 星期一至六尖峰時段服務 星期日及公眾假期停駛 |
| 新福利 | 25AX | 關閘 | 蝴蝶谷大馬路            | - 黑沙環（廣華） - 亞馬喇前地 - 史伯泰（麗景灣酒店） - 氹仔市區（泉亮花園） - 路氹連貫公路（新濠天地、倫敦人）                          | 快線 平日尖峰時段服務 例假日及公眾假期停駛               |
| 澳巴   | 30X  | 關閘 | ↺ 望德聖母灣 輕軌排角站 | - 高勵雅馬路（海灣花園、氹仔墳場） - 湖畔公園 - 氹仔嘉樂庇馬路（茵景園、大潭山一號）                                                    | 快線 星期一至六尖峰時段服務 星期日及公眾假期停駛         |
| 新福利 | 51X  | 關閘 | 蝴蝶谷大馬路            | - 北安（出入境事務大樓） - 澳門機場（ 輕軌機場站） - 科技大學 - 路氹連貫公路（新濠天地、倫敦人） - 石排灣公屋群                         | 快線 星期一至六尖峰時段服務 星期日及公眾假期停駛         |
| 新福利 | AP1X | 關閘 | ↺ 澳門機場 輕軌機場站   | - 北安（出入境事務大樓） | 快線 星期一至六尖峰時段服務 星期日及強制性假期停駛       |

## 酒店及娛樂場客運專車（發財車）
備註：此時間表最後更新日期為2022年3月14日
| 目的地區域 | 目的地                               | 服務時間    | 班距      |
| ---------- | ------------------------------------ | ----------- | --------- |
| 澳門半島   | 葡京娛樂場／新葡京娛樂場／回力海立方 | 10:00-21:00 | 30-40分鐘 |
| 澳門半島   | 永利澳門／澳門美高梅                 | 10:00-22:00 | 30分鐘    |
| 澳門半島   | 星際酒店                             | 11:00-21:00 | 30分鐘    |
| 路氹城     | 威尼斯人／巴黎人／倫敦人             | 10:00-21:00 | 20-25分鐘 |
| 路氹城     | 澳門銀河                             | 10:00-21:00 | 30分鐘    |
| 路氹城     | 新濠天地／新濠影匯                   | 10:00-21:00 | 30分鐘    |
| 路氹城     | 永利皇宮                             | 10:00-22:00 | 30分鐘    |
| 路氹城     | 美獅美高梅                           | 10:00-21:30 | 30分鐘    |
| 路氹城     | 上葡京                               | 10:00-22:00 | 20分鐘    |
| 路氹城     | 葡京人（經凱旋門）                   | 10:00-21:20 | 40分鐘    |

## 特別免費接駁巴士
| 目的地                        | 服務時間                                        | 班距             | 備註             |
| ----------------------------- | ----------------------------------------------- | ---------------- | ---------------- |
| 澳門美食節 （西灣湖廣場會場） | 星期一至四：17:00-22:00 星期五至日：15:00-23:00 | 視乎客流情況而開 | 活動舉行期間營運 |

## 備註
- 由2021年5月28日起，所有往返本處的發財車班次於週一至週四下班高峰時間（17:00-20:00）調整為40分鐘一班，並增加往橫琴口岸及港珠澳大橋口岸的博企酒店車輛之數量；週五或節日前夕上述下班高峰時間則禁止關閘東側落客。[20]
- 此外，在每年的春節[21]、勞動節[22]及國慶[23]黃金周假期期間，本站將會暫停使用僅供發財車停泊上落，所有以本站為總站的路線將改於特警總部旁設置的臨時巴士站停泊上落。

## 未來發展
興建中的輕軌東線於關閘邊檢大樓東側新填海區域設ES1站，該輕軌站在現方案為A出入口連接本站，將透過行人隧道方式連接往返本站和輕軌ES1站，預計2028年完工。
2022年10月18日，運輸工務司司長羅立文稱，待中央批准利用關閘邊檢大樓東側相關V形地段後，ES1站將會向關閘方向移動，A出入口將分為A1和A2兩個出入口，原設計中的A出入口將改為A1出入口，新增的A2出入口將連接至關閘地下巴士總站，以縮短中間的人行通道至120米，同時預留西延伸線至青洲站。
有關V形地塊批覆於2023年12月29日獲全國人大常委會通過授權；2024年2月19日於澳門特區公報刊登相關行政長官公告；最終經中華人民共和國國務院批覆同意2024年5月31日0時起由澳門特區對珠海市拱北口岸東南側相關陸地和海域依照澳門特區法律實施管轄。
2024年9月，澳門輕軌東線西延青茂段工程程盾構隧道部分開展前期研究；公共建設局表示，為配合東線ES1站具條件北移約80米，且會在關閘廣場現有的旅遊巴停泊區位置設置出入口，通過地下通道及天橋與關閘邊檢大樓直接相連，實現客流無縫接駁，同時為東線西延創造條件。隨着東線需進行地下通道和天橋施工，原位於關閘廣場東側的特警隊舊大樓已停用，當局計劃將本站（關閘廣場東側客運站）臨時搬遷至原特警隊總部大樓地塊内以配合澳門輕軌東線施工。

## 鄰近公共運輸站

### 公共巴士
M1 關閘總站（Portas do Cerco / Terminal）
路線：1、3、3X、10、17、25、25B、27、30、34、51A、61、AP1、MT4
M9 關閘廣場（Praça das Portas do Cerco）
路線：3A、3BX、27、51、59

### 其他
- 「關閘廣場」的士站
- 關閘臨時旅遊巴停車場（位於台山平民大廈側）

## 外部連結
- 新福利官方網站 （繁體中文） （页面存档备份，存于）
- 澳巴官方網站 （繁體中文） （页面存档备份，存于）